# Robert Hutton (Schauspieler)
Robert Hutton, gebürtig Robert Bruce Winne, (* 11. Juni 1920 in Kingston, New York; † 7. August 1994 ebenda) war ein US-amerikanischer Schauspieler.

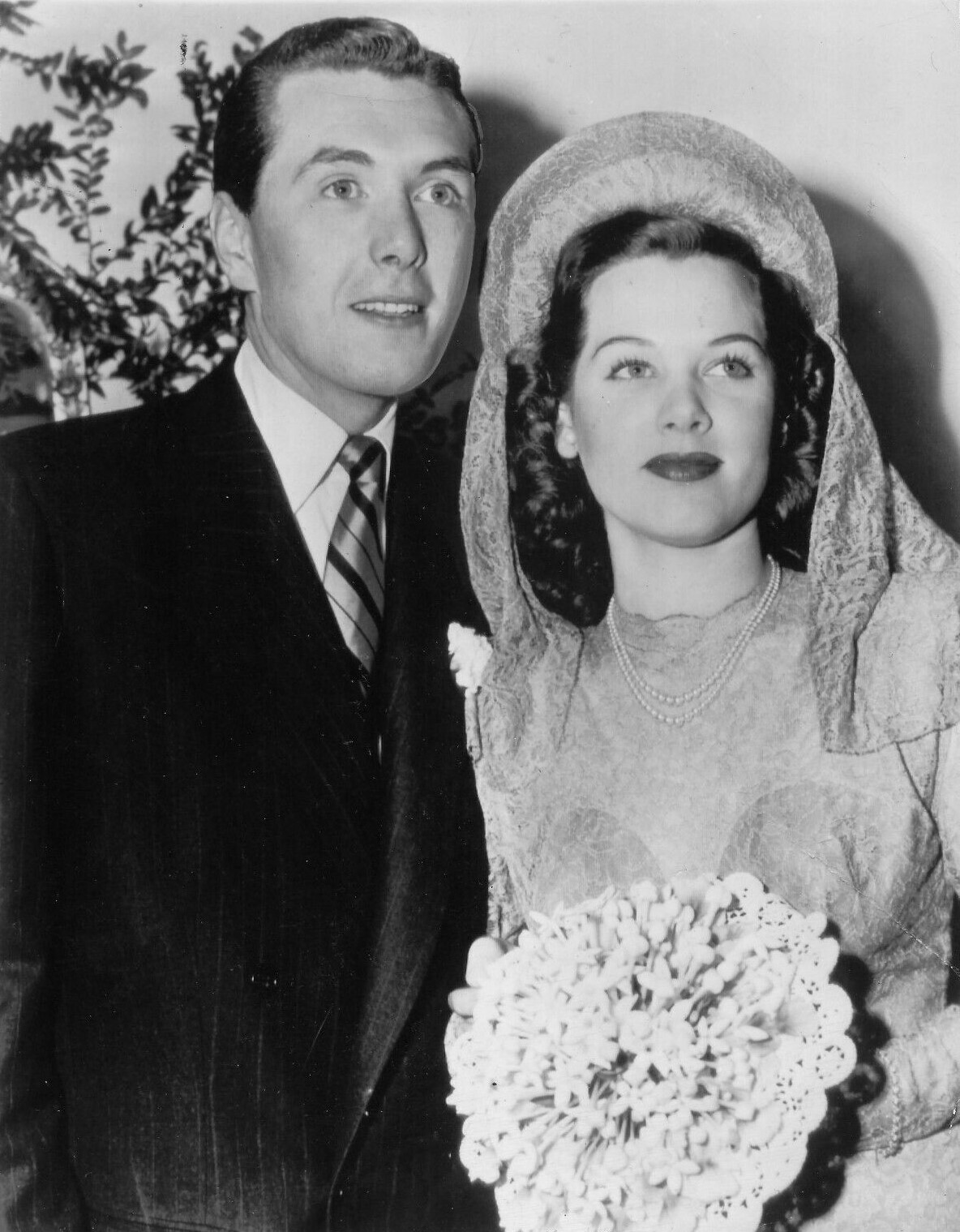
Robert Hutton mit Ehefrau Cleatus Caldwell (1946)

## Leben und Wirken
Der Kaufmannssohn Robert Hutton, ein Cousin der Woolworth-Erbin Barbara Hutton, wuchs im Ulster County des US-Bundesstaats New York auf und ging in Blairstown (New Jersey) zur Schule. Als junger Erwachsener entschied Hutton sich für eine Schauspielerlaufbahn und begann seine Karriere Anfang der 1940er Jahre am Theater. Zwei Spielzeiten lang gehörte er dem Ensemble des Woodstock Playhouse in Woodstock (New York) an. Dann entschied sich der gutaussehende Nachwuchsmime dazu, sein Glück in Hollywood zu versuchen. Warner Bros. wurde Huttons erster Arbeitgeber. Seinen Einstand gab er 1943 mit kleinen Nebenrollen in zwei Propagandafilmen, die Stellung gegen die Kriegsgegner Deutschland (Blutiger Schnee) und Japan (Bestimmung Tokio) bezogen.
Schnell wuchs Hutton in tragende Rollen hinein, was wohl auch dadurch bedingt war, dass viele männliche Schauspieler seines Alters im Weltkrieg im Militärdienst waren und es eine Knappheit an Hauptdarstellern gab. Hutton, dem eine gewisse Ähnlichkeit zu dem im Kriegsdienst befindlichen James Stewart bescheinigt wurde, spielte etwa 1944 die männlichen Hauptrollen in Hollywood Canteen und Janie. Nach der Kriegsrückkehr bekannterer Schauspieler fiel Hutton schnell wieder in die zweite Reihe zurück, blieb dabei aber vielbeschäftigt. In den 1950er und 1960er Jahren erhielt er Hauptrollen in B-Filmen und Nebenrollen in A-Produktionen. Auch nach seiner vorübergehenden Übersiedelung nach England, wo man ihn zeitweise in Schauergeschichten, Horror- und Science-Fiction-Filmen einsetzte, war dies so: Einem sekundenkurzen Auftritt Huttons in dem aufwändigen James-Bond-Abenteuer Man lebt nur zweimal folgte wenige Wochen darauf die Verpflichtung für Hauptrolle in der Billig-Fantasy Sie kamen von jenseits des Weltraums. Nebenbei übernahm er auch Gastrollen in britischen TV-Krimiserien (Simon Templar, Die 2). Wieder daheim in den Vereinigten Staaten beendete Hutton 1975 seine Schauspielerlaufbahn mit dem Ein-Person-Stück The New Roof. 
Der Vater zweier Kinder starb im August 1994 mit 74 Jahren in einem Pflegeheim, wohin er nach einem häuslichen Unfall überstellt wurde.

## Filmografie (Auswahl)
- 1943: Blutiger Schnee (Northern Pursuit)
- 1943: Bestimmung Tokio (Destination Tokyo)
- 1944: Janie
- 1944: Hollywood-Kantine (Hollywood Canteen)
- 1945: Eine Frau mit Unternehmungsgeist (Roughly Speaking)
- 1946: One More Tomorrow
- 1946: Janie Gets Married
- 1947: So You Want to Be in Pictures
- 1947: Always Together
- 1948: Wallflower
- 1948: Sie ritten mit Jesse James (The Younger Brothers)
- 1949: Zwei Männer und drei Babies (And Baby Makes Three)
- 1949: Der Mann vom Eiffelturm (The Man on the Eiffel Tower)
- 1950: Beauty on Parade
- 1951: Die Hölle von Korea (The Steel Helmet)
- 1951: Der Todesfelsen von Colorado (New Mexico)
- 1951: Gangster (The Racket)
- 1952: Gobs and Gals
- 1952: Tropical Heat Wave
- 1953: Paris Model
- 1954: Der Schürzenjäger von Venedig (Casanova's Big Night)
- 1955: The Big Bluff
- 1956: Scandal Incorporated
- 1956: Amigo Mio – Der Bandit von Vera Cruz (Yaqui Drums)
- 1957: Der Mann ohne Körper (The Man Without a Body)
- 1957: Dann schweigen die Pistolen (Man from Tangier)
- 1958: Showdown at Boot Hill
- 1958: Der Koloss von New York (The Colossus of New York)
- 1959: Eine tolle Nummer (It Started with a Kiss)
- 1960: Blaue Bohnen – kalter Stahl (The Jailbreakers)
- 1960: Aschenblödel (Cinderfella)
- 1963: The Slime People (auch Regie)
- 1964: The Secret Door (auch Produktionsleitung)
- 1965: Hilfe, sie liebt mich nicht! (Doctor in Clover)
- 1966: Hilfe, die Bombe ist weg! (Finders Keepers)
- 1966: Man lebt nur zweimal (You Only Live Twice)
- 1966: Der Foltergarten des Dr. Diabolo (Torture Garden)
- 1967: The Vulture
- 1967: Sie kamen von jenseits des Weltraums (They Came From Beyond Space)
- 1968: Der Mann mit dem Koffer (Man in a Suitcase) (Fernsehserie, 1 Folge)
- 1969: Die Gelüste des Hieronymus (Can Hieronymus Merkin Ever Forget Mercy Humppe and Find True Happiness?)
- 1969: Der  Todesschrei der Hexen (Cry of the Banshee)
- 1969: Das Ungeheuer (Trog)
- 1971: Geschichten aus der Gruft (Tales from the Crypt)
- 1974: The Cherry Picker
- 1975: The New Roof